# Église San Giovanni Grisostomo
L’église San Giovanni Grisostomo  (en français,  église Saint-Jean-Chrysostome ) est une église catholique de Venise, en Italie, située dans le sestiere de Cannaregio, dans la rue qui relie Strada Nova au Campo San Bartolomeo.

## Historique
Cette petite église a été construite au XIe siècle dans un quartier de Venise déjà très riche à l'époque, tout comme aujourd'hui. La tradition veut que l'église antique fut construite en 1080 par la famille Cattaneo, en l'honneur du grand patriarche de Constantinople Jean Chrysostome.
La façade regarde vers la rue principale tandis que les deux murs donnent sur autant de places. Le premier clocher-tour était situé en face, au-delà de la rue.
En 1475, l'église a été détruite, en partie ou en totalité, dans un incendie qui a touché le quartier, brûlant également de nombreuses maisons dont celle de Marco Polo qui était située dans la Corte del Milion, à proximité immédiate. Le vicaire Lodovico Talenti se chargea de reconstruire l'église sur la place adjacente, tel qu'ordonné par le Sénat (Venise) le 29 janvier 1488 : le pape Innocent VIII accorda une indulgence des péchés à quiconque avait contribué financièrement à sa reconstruction.
Les travaux débutèrent en 1495 sur un projet de Mauro Codussi, qui mourut en 1504 et ne vit pas la fin des travaux, et qui était secondé par son fils Domenico. Ils furent terminés vers 1525 mais dès 1531, les travaux commandés par le Sénat de Venise pour élargir la rue devant elle commencèrent. En 1590, le campanile actuel est achevé.
Le 26 février 1918, la façade est endommagée par les bombardements autrichiens.

## Description
Son plan est une croix grecque régulière, avec deux nefs qui se coupent parfaitement et avec quatre piliers classiques qui soutiennent les arcs sur lesquels repose la coupole hémisphérique.
L'œuvre la plus importante est sans aucun doute le retable de l'autel de Giovanni Bellini, datant de 1513, Saint Jérôme lisant avec saint Christophe et saint Louis de Toulouse, commandé par Giorgio Diletti le 13 juillet 1494 dans son testament. C'est une allégorie de l'Église : saint Jérôme de Stridon, Docteur de l'Église intellectuelle est le plus proche de Dieu, comme conjonction suprême entre la vie liturgique active et contemplative ; saint Louis d'Anjou, le noble qui a tout quitté pour devenir franciscain, symbolise la contemplation extrême et saint Christophe de Lycie l'action. Elle est considérée comme la dernière œuvre de Giovanni Bellini âgé de plus de quatre-vingts ans.
Le Retable de Saint-Jean-Chrysostome de Sebastiano del Piombo, commandé par testament daté du 13 avril 1509 par Caterina Contarini Morosini pour être réalisée après la mort de son mari Nicolò, décédé plus tard en mai 1510, est exposé sur l'arrière gauche dans la chapelle du Rosaire ou de la Madonna della Grazie. Il montre un saint Jean Chrysostome très humble et humain, entouré de saint Jean l'Evangéliste, saint Jean-Baptiste, saint Théodore d'Édesse, sainte Catherine d'Alexandrie, sainte Marie-Madeleine et sainte Lucie de Syracuse. Il fut réalisé entre 1509 et 1511 avant que le peintre vénitien parte ensuite pour Rome.
Derrière la façade sont accrochées deux toiles, autrefois des portes d'orgue, de Giovanni di Niccolò Mansueti représentant les saints Onuphre l'Anachorète, Agathe de Catane, André (apôtre) et Jean Chrysostome. Onuphre était le saint patron cotitulaire qui était vénéré par la confrérie des Tentori (teinturiers de tissus, de couvertures et de draps). En 1516, une relique du saint, son doigt, fut donnée à cette église.
Sur le mur de l'abside se trouvent une série de toiles sur la vie de saint Jean Chrysostome et du Christ dont la Translation du corps de saint Jean Chrysostome par Zaccaria Facchinetti (1610) et Saint Jean Chrysostome ordonné évêque d'Alvise Dal Friso. Sur le maître-autel se trouve un relief de la Descente de croix et à gauche, la chapelle construite pour Giacomo Bernabò, avec une conception sculpturale de Mauro Codussi.
Sur le côté gauche de l'autel dans la nef, le retable en marbre de Tullio Lombardo, le Couronnement de la Vierge parmi les Apôtres (1500-1502), a été commandé par la famille Bernabo de Catenariis Montepulciano.
Sur le plafond plat, il y a neuf compartiments de différentes tailles dans lesquels est peint à fresque par Giuseppe Diamantini, Dieu le père et des chérubins.

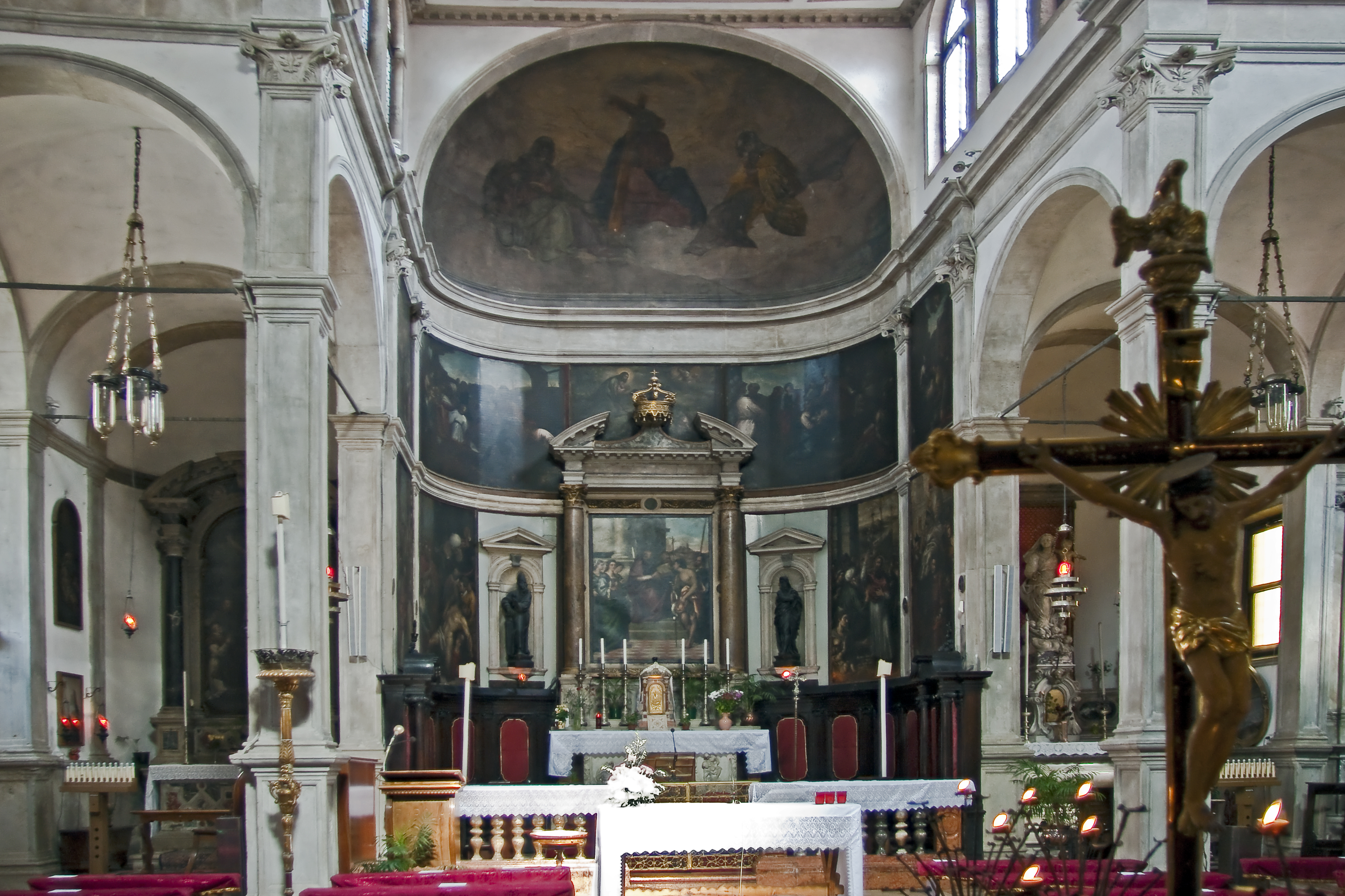
Intérieur
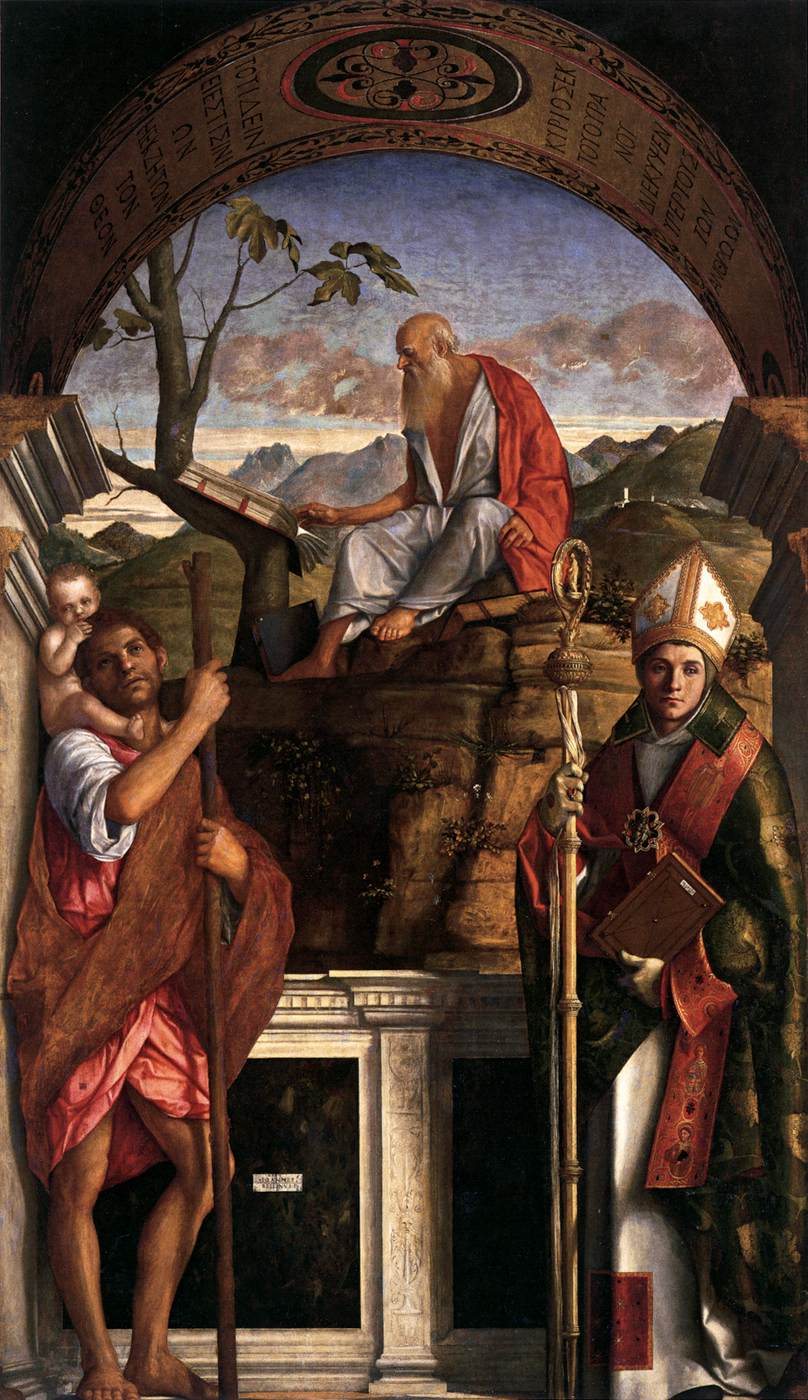
St Jérôme, St Christophe et St Louis de Toulouse Giovanni Bellini.
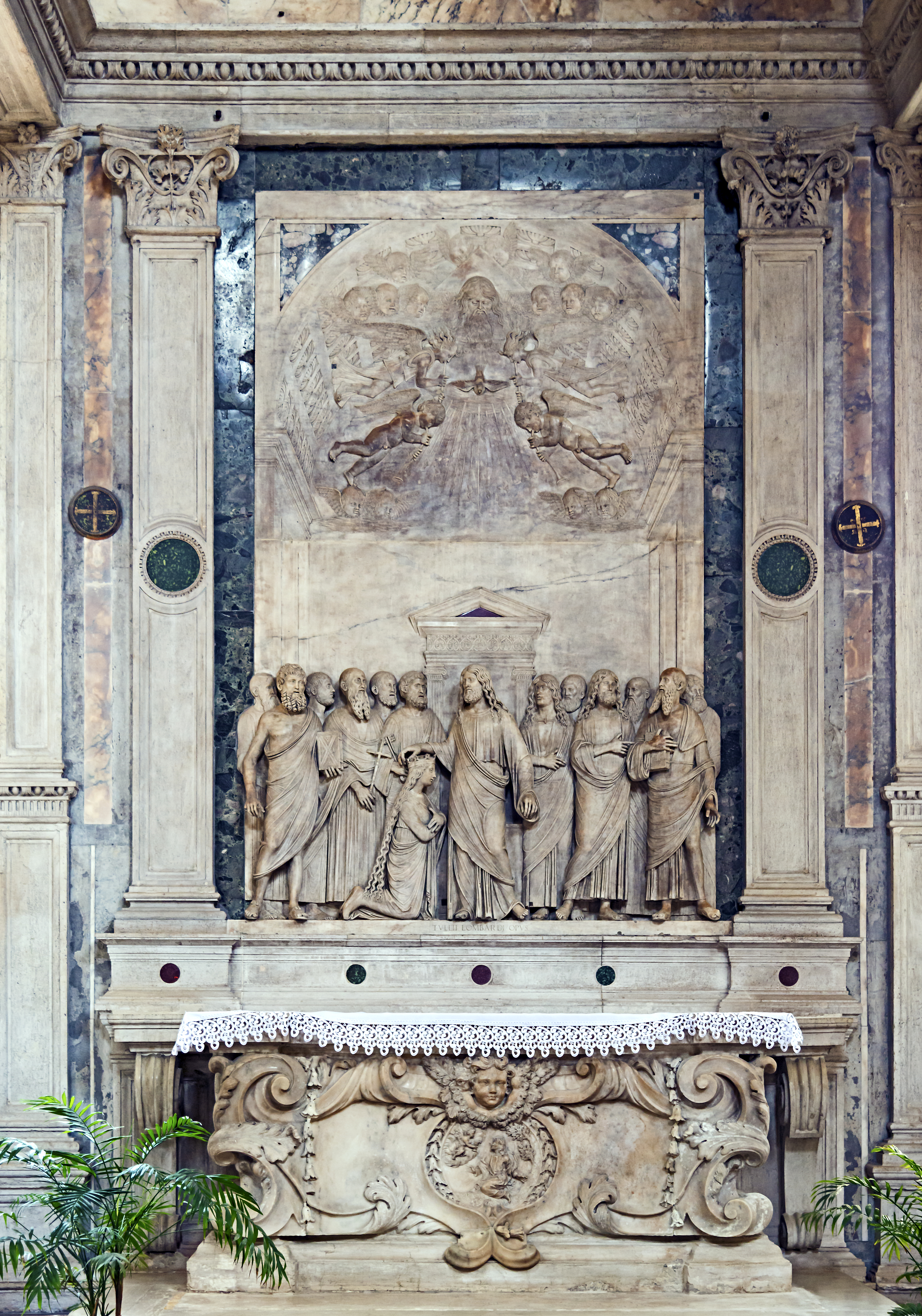
Couronnement de la Vierge Marie parmi les apôtres Tullio Lombardo.
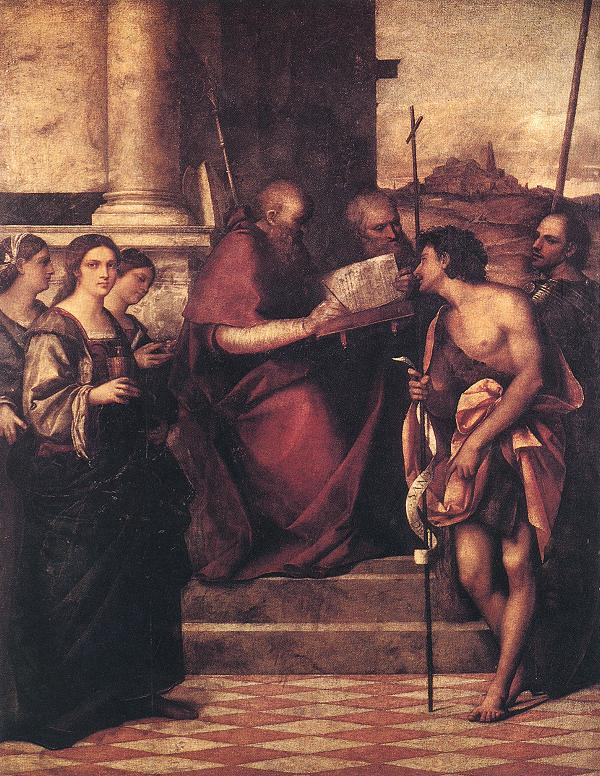
St Giovanni Grisostomopar Sebastiano del Piombo
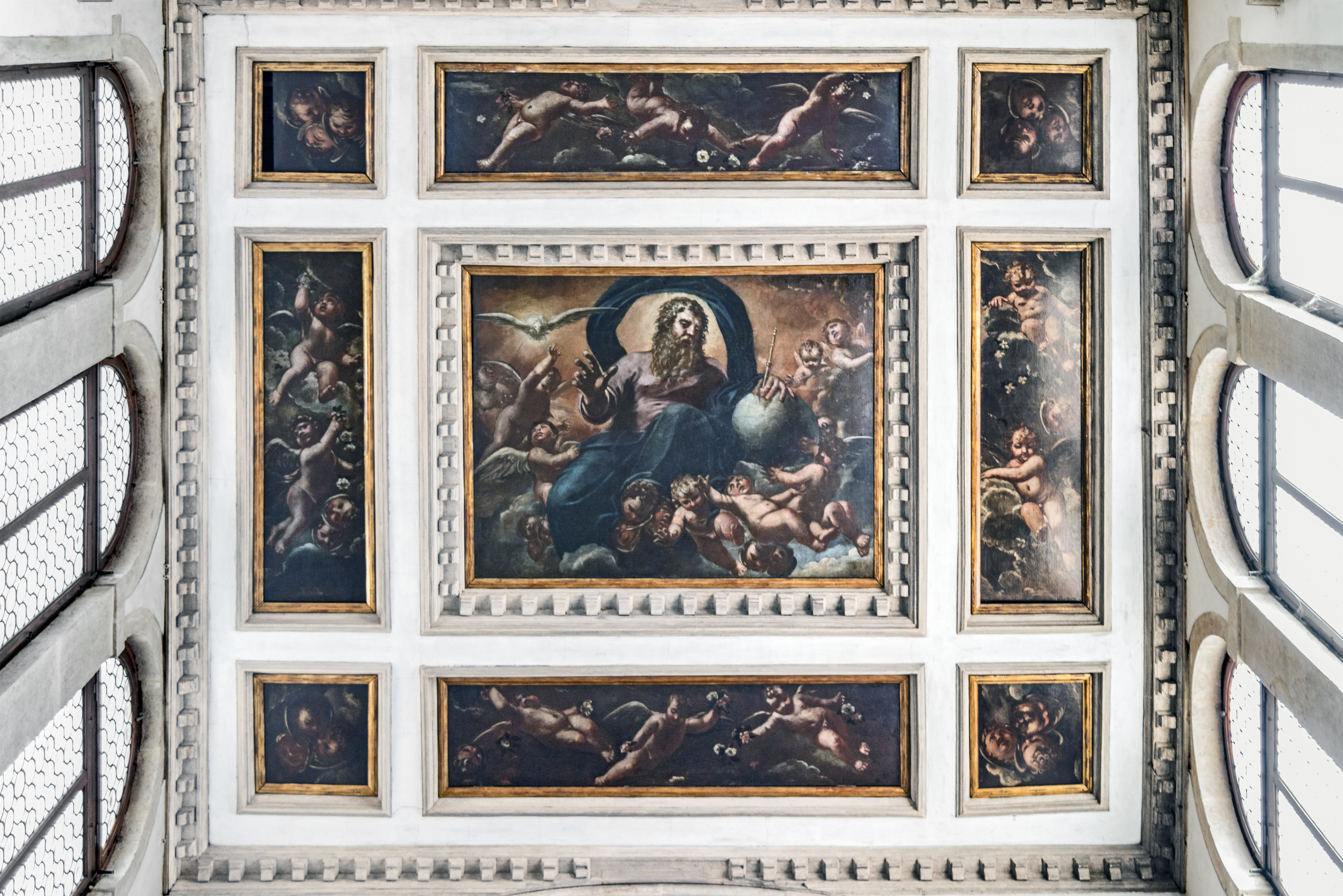
Dieu le père et des chérubins par Giuseppe Diamantini